# Toyohaite
La toyohaite (simbolo IMA: To) è un minerale molto raro del supergruppo dello spinello e in particolare dei tiospinelli, nella cui famiglia occupa un posto nel sottogruppo della carrollite;; appartiene alla classe minerale dei "solfuri e solfosali" e possiede composizione chimica Ag+(Fe2+0,5Sn4+1,5)S4 quindi, da un punto di vista chimico, è un solfuro di argento-ferro-stagno.
Il minerale è l'analogo dell'argento della rhodostannite.

## Etimologia e storia
La toyohaite è stata scoperta nella "miniera di Toyoha" vicino a Sapporo, sull'isola giapponese di Hokkaidō e descritta scientificamente nel 1991 da J. Yajima, E. Ohta e Y. Kanazawa, che hanno chiamato il minerale come la sua località tipo.
Il campione tipo del minerale è stato depositato nel "Museo Geologico" di Sapporo.

## Classificazione
Nella Sistematica dei lapis (Lapis-Systematik) di Stefan Weiß la toyohaite è elencata nella classe dei "solfuri e solfosali" e nella sottoclasse dei "solfuri con il rapporto di massa del metallo (M): zolfo (S) (selenio, tellurio) ≈ 1:1", dove insieme a barquillite, briartite, černýite, famatinite, ferrokësterite, hocartite, kësterite, kuramite, luzonite, permingeatite, petrukite, pirquitasite, rhodostannite, sakuraiite, stannite e velikite forma il "gruppo della stannite" con il sistema nº II/C.06.
La nona edizione della sistematica dei minerali di Strunz, valida dal 2001 e aggiornata l'ultima volta dall'IMA nel 2009, classifica la toyohaite nella classe "2. Solfuri e solfosali (solfuri, seleniuri, tellururi; arseniuri, antimoniuri, bismuturi; solfoarseniuri, solfoantimonuri, solfobismuturi, ecc.)" e nella sottoclasse "2.D Solfuri metallici, M:S = 3:4 e 2:3"; questa è ulteriormente suddivisa in base al rapporto metallo (M)/zolfo (S) presente nel minerale, in modo che la toyohaite possa essere trovata nella sezione "2.DA M:S = 3:4" dove insieme alla rhodostannite forma il sistema nº 2.DA.10.
Nell'edizione successiva, proseguita dal database "mindat.org" e chiamata Classificazione Strunz-mindat, tale suddivisione viene mantenuta invariata.
Nella classificazione dei minerali secondo Dana, usata principalmente nel mondo anglosassone, la toyohaite può essere trovata insieme alla rhodostannite nel gruppo senza nome 02.10.03 all'interno della suddivisione dei "solfuri - inclusi seleniuri e tellururi - con la composizione AmBnXp, con (m+n):p = 3:4".

## Abito cristallino
La toyohaite cristallizza nel sistema tetragonale nel gruppo spaziale I41/a (gruppo nº 88) con i parametri del reticolo a = 7,46 Å e c = 10,80 Å, oltre a 2 unità di formula per cella unitaria.

## Origine e giacitura
La toyohaite si trova in massicce vene di pirite-sfalerite in basalti risalenti al Miocene. I minerali associati includono berndtite, herzenbergite, hocartite, rhodostannite e teallite.
A parte la sua località tipo "Miniera di Toyoha" in Giappone, la toyohaite è stata trovata solo nella provincia di Jujuy, nella "Miniera di Oploca" del giacimento "Pirquitas" nel dipartimento di Rinconada.

## Forma in cui si presenta in natura
La toyohaite è stata trovata solo sotto forma di aggregati microcristallini fino a circa 200 μm o in singoli grani di circa 1-30 µm di diametro. È opaco e ha una lucentezza metallica. Il suo colore appare grigio brunastro alla luce riflessa, ma rispetto alla rhodostannite e all'hocartite, tuttavia, è un po' più marrone.